# Щинов, Иван Петрович
Иван Петрович Щинов (2 октября 1956, Удмуртия) — советский и российский тренер по настольному теннису. Тренер серебряного призёра чемпионата Европы Антона Котова.
Родился в 1956 году в посёлке (?) Казанка (Старая Казанка) Кизнерского района Республики Удмуртия. В 1973 году окончил среднюю школу. В 1983 году окончил Адыгейский Государственный педагогический институт. В период с 1978 года по 2005 год работал тренером-преподавателем по настольному теннису детско-юношеских спортивных школ Куйбышевского и Весёловского районов Ростовской области.
С сентября 2005 года по декабрь 2007 года — тренер-преподаватель областной специализированной детско-юношеской школы олимпийского резерва № 10 в Ростове-на-Дону.
С января 2008 года по настоящее время работает в муниципальном бюджетном образовательном учреждении дополнительного образования Детско-юношеская спортивная школа поселка Целина (Ростовская область) в должности тренера-преподавателя. Имеет высшую квалификационную категорию.
В 2011 году был признан «Человеком года Целинского района» в номинации спорт.